# Красный Яр (Шипуновский район)
Кра́сный Яр — село в Шипуновском районе Алтайского края. Административный центр Краснояровского сельсовета.

## История
Основано в 1924 году. В 1928 году посёлок состоял из 18 хозяйств, основное население — русские. В административном отношении входил в состав Нечунаевского сельсовета Шипуновского района Рубцовского округа Сибирского края.

## Население
| 1926  | 1997  | 1998  | 1999  | 2000  | 2001  |
| ----- | ----- | ----- | ----- | ----- | ----- |
| 90    | ↗1186 | ↗1196 | ↘1181 | ↗1185 | ↗1195 |
| 2002  | 2003  | 2004  | 2005  | 2006  | 2007  |
| ↗1202 | ↘1130 | ↗1156 | ↘1103 | ↗1114 | ↘1071 |
| 2008  | 2009  | 2010  | 2011  | 2012  | 2013  |
| ↘1066 | ↗1112 | ↘1045 | ↗1052 | ↘1046 | ↘1020 |

### Национальный состав
Согласно результатам переписи 2002 года, в национальной структуре населения русские составляли 94 %.

## Улицы
| - ул. 40 лет Октября, - ул. Белоусова, - ул. Восточная, - ул. Набережная, - ул. Полевая, | - ул. Садовая, - ул. Северная, - ул. Семилетка, - ул. Советская, - ул. Школьная. |